# Джанет (місто)
Джанет (араб. ﺟﺎﻧﺖ) — міська громада у алжирській провінції Джанет, адміністративний центр однойменного району.

## Географія
Джанет розташований у східній частині країни на плато Тассілі-н'Адджер неподалік лівійського кордону.

### Клімат
Місто знаходиться у зоні, котра характеризується кліматом тропічних пустель. Найтепліший місяць — червень із середньою температурою 31.7 °C (89 °F). Найхолодніший місяць — січень, із середньою температурою 12.2 °С (54 °F).
| Клімат Джанета          | Клімат Джанета | Клімат Джанета | Клімат Джанета | Клімат Джанета | Клімат Джанета | Клімат Джанета | Клімат Джанета | Клімат Джанета | Клімат Джанета | Клімат Джанета | Клімат Джанета | Клімат Джанета | Клімат Джанета |
| Показник                | Січ.           | Лют.           | Бер.           | Квіт.          | Трав.          | Черв.          | Лип.           | Серп.          | Вер.           | Жовт.          | Лист.          | Груд.          | Рік            |
| Абсолютний максимум, °C | 29             | 31             | 35             | 40             | 47             | 42             | 43             | 46             | 40             | 38             | 35             | 28             | 47             |
| Середній максимум, °C   | 18             | 21             | 26             | 31             | 35             | 37             | 37             | 36             | 35             | 31             | 26             | 20             | 30             |
| Середня температура, °C | 12             | 14             | 19             | 24             | 28             | 31             | 31             | 30             | 28             | 24             | 19             | 14             | 23             |
| Середній мінімум, °C    | 6              | 8              | 13             | 17             | 22             | 25             | 25             | 25             | 22             | 18             | 13             | 8              | 17             |
| Абсолютний мінімум, °C  | −2             | 0              | 2              | 2              | 11             | 17             | 16             | 16             | 15             | 12             | 3              | −2             | −2             |
| Норма опадів, мм        | 0              | 0              | 0              | 0              | 0              | 0              | 0              | 0              | 0              | 0              | 0              | 0              | 20             |
| Днів з дощем            | 0              | 0              | 0              | 0              | 0              | 0              | 0              | 0              | 0              | 0              | 0              | 0              | 4              |
| Вологість повітря, %    | 47             | 36             | 32             | 28             | 25             | 30             | 27             | 27             | 27             | 31             | 36             | 37             | 32             |
| ----------------------- | -------------- | -------------- | -------------- | -------------- | -------------- | -------------- | -------------- | -------------- | -------------- | -------------- | -------------- | -------------- | -------------- |
| Джерело: Weatherbase    |                |                |                |                |                |                |                |                |                |                |                |                |                |